# Ashpazbashi

Ashpazbashi (en persan آشپزباشی ; littéralement Le Cuisinier) est une télésérie iranienne réalisée par Mohammad Reza Honarmand, diffusée en 2009. C'est l’histoire d’un couple qui dirige un restaurant de fine cuisine hautement qualifiée à Téhéran.
Les deux acteurs, Parviz Parastui et Fatemah Motamed-Aria, avaient déjà joué dans les films et les téléséries de Honarmand, comme Faux Individu, Azizam Man Kook Nistam (Chérie, je ne suis pas dans mon assiette) et Zir-e Tigh.

## Distribution
- Parviz Parastui
- Fatemah Motamed-Aria